# Überlasteter Schienenweg
Als überlasteten Schienenweg bezeichnet das Eisenbahnrecht Bereiche der Eisenbahninfrastruktur, in denen die Nachfrage nach Fahrplantrassen die derzeitige Fahrwegkapazität übersteigt und der Netzzugang für Eisenbahnverkehrsunternehmen somit eingeschränkt ist.
In Artikel 3 der EU-Richtlinie 2012/34/EU wird ein „überlasteter Fahrweg“ definiert als:
einen Fahrwegteil, auf dem der Nachfrage nach Fahrwegkapazität auch nach Koordinierung der verschiedenen Anträge auf Zuweisung von Fahrwegkapazität während bestimmter Zeitabschnitte nicht vollständig entsprochen werden kann
Diese Infrastruktur ist nach Artikel 27 derselben Richtlinie im Network Statement (deutsch: Schienennetz-Nutzungsbedingungen) bekannt zu geben.

## Deutschland
Gemäß § 55 Eisenbahnregulierungsgesetz (EregG) hat ein Betreiber von Schienenwegen in „den Fällen, in denen Anträgen auf die Zuweisung von Schienenwegkapazität nach Koordinierung der beantragten Zugtrassen und nach Konsultation der Zugangsberechtigten nach den §§ 52 und 53 nicht in angemessenem Umfang stattgegeben werden kann, (…) den betreffenden Schienenwegabschnitt unverzüglich für überlastet zu erklären.“ Dies ist „auch bei Schienenwegen zu erklären, bei denen abzusehen ist, dass ihre Kapazität in naher Zukunft nicht ausreichen wird“.
Gemäß § 58 EregG hat der Betreiber der Schienenwege innerhalb von sechs Monaten, nachdem die Überlastung erklärt wurde, eine Kapazitätsanalyse vorzulegen. Diese hat die Engpässe und die Gründe für Überlastungen zu ermitteln sowie kurz- und mittelfristige Abhilfemaßnahmen darzulegen.
Die Vorgaben des EregG werden durch eine Verwaltungsrichtlinie des Eisenbahn-Bundesamtes konkretisiert. Die Überwachung des Zugangs zur Eisenbahninfrastruktur in Deutschland obliegt der Bundesnetzagentur.
Bevor 2016 das Eisenbahnregulierungsgesetz in Kraft trat, wurde der Umgang mit überlasteten Schienenwege ab 2005 durch § 16–18 Eisenbahninfrastruktur-Benutzungsverordnung (EIBV) geregelt.
Die DB Netz hat bis Dezember 2022 insgesamt 23 Schienenwege für überlastet erklärt:
- Gemünden (Main) – Würzburg Hbf
- Fürth (Bay) Hbf – Bamberg
- Würzburg – Fürth (Bay) Hbf
- Hailer-Meerholz – Fulda
- Offenburg – Abzw. Gundelfingen
- Abzw. Leutersberg – Weil am Rhein
- Niebüll – Westerland (Sylt)
- Hamburg-Harburg – Hamburg Hbf, Hamburg Hbf – Hamburg Rainweg
- Uelzen – Stelle
- Berlin-Spandau – Nauen
- Wunstorf – Minden
- Berlin Ostbahnhof – Berlin-Charlottenburg (Berliner Stadtbahn)
- Köln-Mülheim – Duisburg Hbf, Duisburg Hbf – Dortmund Hbf (Rhein-Ruhr-Achse)
- Mannheim-Waldhof – Zeppelinheim
- Hürth-Kalscheuren – Remagen
- Köln Hbf – Köln Messe/Deutz, Köln Messe/Deutz – Köln-Mülheim
- Viersen – Kaldenkirchen Gr
- Berlin-Spandau Ost – Berlin Hauptbahnhof, Berlin-Gesundbrunnen – Berlin-Wedding Abzw, Berlin-Wedding Abzw – Berlin Südkreuz, Berlin Hauptbahnhof – Berlin Südkreuz, Berlin Südkreuz – Großbeeren Süd
- Stolberg Hbf – Aachen Hbf, Aachen Hbf – Aachen West
- Gelsenkirchen Hbf – Wanne-Eickel Hbf, Wanne-Eickel Hbf – Münster Hbf
- Wustermark – Rathenow
- Halle-Trotha – Könnern
- Darmstadt Hbf – Neu-Edingen/Mannheim-Friedrichsfeld, Mannheim Hbf – Mannheim-Friedrichsfeld Südeinfahrt/Ausfahrt

München Hauptbahnhof und die Strecke München Hbf – Ingolstadt Hbf werden voraussichtlich 2024[veraltet] zum überlasteten Schienenweg erklärt.
 Temporär überlastete Schienenwege
Für die Zeiträume der Generalsanierungen Hochleistungsnetz der DB InfraGO, beginnend mit der Generalsanierung der Riedbahn 2024, wurden jeweilige Umleitungsstrecken vorübergehend zu Temporär überlasteten Schienenwegen (TÜLS), anfangs Zukünftig überlasteter Schienenweg (ZÜLS) genannt, erklärt:
- Darmstadt Hbf – Neu-Edingen/Mannheim-Friedrichsfeld, Mannheim Hbf – Mannheim-Friedrichsfeld Südeinfahrt/Ausfahrt (Juli bis Dezember 2024)
- Frankfurt-Höchst – Mainz-Bischofsheim – Mainz-Bischofsheim – Mainz Kaiserbrücke – Mainz Hbf, Mainz Hbf – Ludwigshafen, Mainz-Bischofsheim – Wiesbaden Ost (Juli bis Dezember 2024)
- Wunstorf – Nienburg (August 2025 bis April 2026)
- Braunschweig-Buchhorst – Weddel (August 2025 bis April 2026)
- Birkenwerder – Oranienburg (August 2025 bis April 2026)
- Biederitz – Magdeburg Brücke (August 2025 bis April 2026)
- Stendal – Uelzen (August 2025 bis April 2026)
- Oberhausen Hbf – Emmerich (Dezember 2024 bis 1. Halbjahr 2026)
- Viersen – Mönchengladbach Hbf, Mönchengladbach Hbf – Rheydt Hbf, Rheydt Hbf – Rheydt-Odenkirchen (Dezember 2024 bis 1. Halbjahr 2026)
- Bahnhof Bad Bentheim (Dezember 2024 bis 1. Halbjahr 2026)
- Hochdahl – Wuppertal Hbf, Wuppertal Hbf – Gevelsberg West, Gevelsberg West – Hagen Hbf (Februar bis Juli 2026)
- Remagen – Koblenz Hbf – Bingen Hbf – Mainz-Mombach, Mainz-Mombach – Mainz Kaiserbrücke Ost (Juli bis Dezember 2026)
- Wittlich – Ehrang (Juli bis Dezember 2026)
- Troisdorf – Siegen, Siegen – Haiger – Dutenhofen, Dutenhofen – Gießen-Bergwald, Gießen-Bergwald – Friedberg, Friedberg – Hanau Rauschwald, Hanau Rauschwald – Großkrotzenburg, Großkrotzenburg – Steinerts (Juli bis Dezember 2026)
- Kassel-Wilhelmshöhe – Baunatal-Guntershausen, Baunatal-Guntershausen – Bebra, Bebra – Fulda (Juli bis Dezember 2026)
- Donauwörth – Augsburg Hbf, Augsburg Hbf – Augsburg-Hochzoll (Februar bis Juli 2026)
- München-Feldmoching – Landshut, Landshut – Plattling (Februar bis Juli 2026)
- München-Karlsfeld – Ingolstadt Hbf (Februar bis Juli 2026)
- München-Waldtrudering – Rosenheim, Rosenheim – Freilassing (Februar bis Juli 2026)
- Regensburg Hbf – Ingolstadt Hbf (Februar bis Juli 2026)
- Amberg – Irrenlohe (Februar bis Juli 2026)
- Donauwörth – Augsburg Hbf, Augsburg Hbf – Augsburg-Hochzoll (Juni bis Dezember 2026)
- München-Feldmoching – Landshut, Landshut – Plattling (Juni bis Dezember 2026)
- München-Karlsfeld – Ingolstadt Hbf (Juni bis Dezember 2026)
- München-Waldtrudering – Rosenheim, Rosenheim – Freilassing (Juni bis Dezember 2026)
- Markt Schwaben – Mühldorf – Simbach (Juni bis Dezember 2026)
- Landshut – Neumarkt-Sankt Veit, Neumarkt-Sankt Veit – Mühldorf, Mühldorf – Freilassing (Juni bis Dezember 2026)
- Berlin-Charlottenburg–Potsdam Griebnitzsee, Potsdam Griebnitzsee–Magdeburg, Magdeburg–Braunschweig, Braunschweig–Groß Gleidingen, Braunschweig–Lehrte (Oktober 2026 bis Dezember 2027)
- Erfurt-Linderbach–Erfurt Hbf–Neudietendorf–Faßdorf, Erfurt-Linderbach–Erfurt Hbf, Erfurt Hbf–Neudietendorf (Oktober 2026 bis Dezember 2027)
- Mainz-Bischofsheim–Kostheim, Kostheim–Wiesbaden Ost (Februar bis Juli 2027)
- Mainz Kaiserbrücke Ost – Mainz Kaiserbrücke – Mainz Hbf, Mainz Hbf–Mainz Römisches Theater, Mainz Hbf–Worms (Februar bis Juli 2027)
- München-Feldmoching–Landshut, Landshut–Plattling, Plattling–Passau (Februar bis Juli 2027)
- Markt Schwaben–Mühldorf, Mühldorf–Freilassing (Februar bis Juli 2027)
- Mainz-Bischofsheim–Kostheim, Kostheim–Wiesbaden Ost (August 2027 bis Januar 2028)
- Mainz Kaiserbrücke Ost – Mainz Kaiserbrücke – Mainz Hbf, Mainz Hbf–Mainz Römisches Theater, Mainz Hbf–Mainz Römisches Theater
- Kassel-Wilhelmshöhe–Friedberg, Friedberg–Hanau (August 2027 bis Januar 2028)
- Großkrotzenburg–Aschaffenburg, Aschaffenburg–Nantenbach (August 2027 bis Januar 2028)
- Boizenburg – Büchen – Hamburg Hbf (Juli bis Dezember 2027)
- Lübeck Hbf – Büchen (Juli bis Dezember 2027)

## Österreich
Im Netz der ÖBB-Infrastruktur wurde der Abschnitt Mödling – Wien Meidling der Südbahn gemäß § 65c EisbG für überlastet erklärt.

## Schweiz
Überlastete Infrastruktur wird in der Schweiz durch die Schweizerische Trassenvergabestelle (TVS) bekannt gegeben. Im Jahresfahrplan 2022 wurde keine Strecken als überlastet erklärt.